# Adolphe Colrat
Pour les articles homonymes, voir Colrat.
Adolphe Colrat né le 25 avril 1955 à Lyon, en France, est un  haut fonctionnaire français.
Issu de l'École normale supérieure et de l'ENA, il alterne des postes dans l'administration centrale et dans la préfectorale d'une part, et dans la France métropolitaine  et la France d'outre-mer, d'autre part. Son premier poste de préfet a été dans les Ardennes.
Il est entré dans la préfectorale à un moment clé de l'histoire de l'administration française, avec les premières lois sur la décentralisation en France proposées par Gaston Defferre. De même a-t-il été nommé haut-commissaire de la Polynésie française quelques années à peine après la loi organique faisant de ce territoire un pays d'outre-mer, et renforçant l'autonomie de ces îles et le pouvoir des élus locaux pour tenter de couper court aux arguments des indépendantistes. Dans les deux cas, le rôle de représentant de l’État était à réinventer.[non neutre]

## Parcours initial
Né à Lyon, il y passe son enfance, et le début de sa scolarité, jusqu'au baccalauréat. Sciences Po le tente. Il entre donc en hypokhâgne puis en khâgne au Lycée du Parc à Lyon. Un cursus qui le conduit à l'École normale supérieure (promotion 1975), et à l'agrégation de lettres classiques. Diplômé de l’Institut d'études politiques de Paris, il entre ensuite à l'ENA, l'année de la première alternance à gauche de la cinquième République. Il est de la promotion Solidarité (1981-1983).

## Début dans l'Outre-mer
Un stage, dans le cadre de l'École nationale d'administration le conduit à Saint-Denis de La Réunion. « Ce n’était pas un choix de ma part, plutôt un hasard de l’ENA ».
En sortant de l'ENA, il choisit la préfectorale et devient sous-préfet. Dans la continuité de son stage, sa première affectation le ramène à La Réunion comme directeur de cabinet du préfet, de 1983 à 1985, sous l'égide successivement de Michel Francis Levallois, puis de Michel Blangy. Le journaliste américain Mort Rosenblum, qui le croise, le décrit comme le produit typique des écoles formant l'élite de l'administration française, habillé de façon très classique, costume gris bien coupé et cravate de soie couleur Bordeaux, et « sans âge ». Mais il apprend son métier, sur le terrain, et découvre un territoire et une culture.

## Allers-retours entre administration centrale et préfectorale
Il revient ensuite en métropole en 1985 et y devient sous-préfet à Ussel. C'est le fief électoral de Jacques Chirac, patron de l'opposition au parti socialiste alors au pouvoir. En 1986, à la suite des élections législatives qui font basculer l'Assemblée nationale à droite, Jacques Chirac devient le premier ministre français, cohabitant avec François Mitterrand, président de la République. Nommé par le précédent pouvoir, Adolphe Colrat aurait pu se trouver en difficulté. Mais au contraire, fidèle à ses principes de fonctionnement qui incluent le respect des choix démocratiques, le respect des élus de tout bord et une certaine réserve vis-à-vis des jeux politiques, il n'est pas remis en cause par un Jacques Chirac qui l'a vu à l’œuvre.
En 1987, il est appelé à Paris comme chargé de mission auprès du directeur général de la Police nationale. Puis, de 1990 à 1992, il devient sous-directeur de l'urbanisme, du logement et des équipements à la préfecture de Paris.
Son parcours et les aléas des affectations le ramènent ensuite dans l'Océan Indien. En 1992 en effet, il est nommé secrétaire général de la préfecture de La Réunion. En 1995, il revient à Paris comme directeur de cabinet de la secrétaire d’État chargée de la Francophonie, Margie Sudre. Celle-ci était présidente de Région de La Réunion lorsqu'il y était en poste, puis a été appelé au gouvernement par Alain Juppé, premier ministre, et Jacques Chirac, devenu président de la République française. Margie Sudre est une des rares juppettes  du premier gouvernement Juppé à être reconduite au second gouvernement du même premier ministre. Mais en 1997, la droite est battue aux élections législatives qu'elle a provoquées, et un gouvernement de gauche, dirigé par Lionel Jospin, prend la place.
Quittant le secrétariat d'état chargé de la francophonie, Adolphe Colrat est nommé sous-directeur du personnel, à la Direction du personnel, de la formation et de l'action sociale, au sein du ministère français de l'Intérieur. Puis en 2001, il reçoit une nouvelle affectation, toujours à Paris, comme directeur de la protection du public à la préfecture de Police.

## Préfet des Ardennes
En 2004, le ministre de l'Intérieur du gouvernement Raffarin, Nicolas Sarkozy, procède à un mouvement préfectoral significatif, et le nomme préfet des Ardennes. Il succède à Bernard Lemaire dans ce département.
Les principaux dossiers qu'il prend en charge portent sur l'emploi, sur la gestion des risques majeurs (en particulier sur les inondations d'une part, et  le nucléaire d'autre part, avec la centrale de Chooz), sur l'infrastructure transport (avec le sujet de l'autoroute A34, et celui de la LGV Est), sur la santé (lutte contre les pollutions, et sur la coopération transfrontalière avec la Wallonie.
Dans ce département caractérisé par la coexistence d'une activité industrielle et d'une activité agricole et rurale, Adolphe Colrat accorde également toute son attention à la finalisation du Projet Départemental d'Orientation Agricole (PDOA).
Concernant les infrastructures de transport, l'autoroute A34 représente une enveloppe de 278 M€. Après l'étape de l'enquête d'utilité publique et l'étude technique réalisée par la DDE, le dossier est transmis au Conseil d'État.
Le 29 avril 2005, il accueille à Sedan Renaud Dutreil, ministre de la Fonction publique et de la Réforme de l’État, en visite dans le département. Ils visitent la société Tapis point de Sedan, avant de se rendre à la Chambre de Commerce et d’Industrie où une rencontre avec les chefs d’entreprises est organisée. Un déjeuner est ensuite organisé avec les élus du Département, au Conseil général. L’après-midi est consacré à la visite de Rethel où le ministre s’entretient des simplifications administratives possibles dans le domaine agricole avec les responsables de la FDSEA et du CDJA. Cette visite permet aussi d'évoquer l'intérêt d'une implantation en Ardennes de l'ANTS, l'Agence nationale des titres sécurisés. Cette implantation sera officialisée un an et demi plus tard, fin 2006, et permettra en 2007 de créer une centaine d'emplois.
Le préfet s'efforce en effet de favoriser l'emploi, soit en facilitant des créations d'entreprises, soit en réagissant sur des menaces de réduction d'emplois en s'efforçant de faciliter des solutions de reprise sur les entreprises menacées, en luttant contre l'externalisation et en favorisant des implantations nouvelles. Avec des réussites et des échecs. Un des dossiers les plus noirs concerne l'entreprise  ATG (Ateliers Thomé-Génot), fondée en 1855. En février 2004, cette entreprise dépose le bilan et passe en redressement judiciaire. Le préfet Adolphe Colrat vient à peine d'arriver dans le département lorsque cette nouvelle tombe. Il s'emploie, avec les services de l'État et le Medef, à rechercher des repreneurs potentiels. Avec succès, semble-t-il dans un premier temps. Après avoir reçu et examiné différentes offres, l'administrateur judiciaire se laisse convaincre par une société américaine, Catalina. Le 29 septembre 2004, ATG cède 75,09 % de son capital à Catalina, sous réserve que le tribunal de commerce accepte le plan de continuation. Le 14 octobre 2004,  le tribunal de commerce valide le plan de continuation déposé par Catalina. Adolphe Colrat, satisfait et rassuré, affirme un peu vite que l’arrivée de Catalina place l'avenir des ATG sous les meilleurs auspices. Il est d'autant plus satisfait que Catalina, à la différence des autres candidats à la reprise, ne procède à aucune réduction d'effectif, même si l'offre de Catalina n'est pas issue des recherches de repreneur par ses services. Le dossier Thomé-Génot est encore cité en exemple en 2005 par le procureur de Charleville-Mézières lors de la rentrée solennelle du tribunal de commerce. Mais la mystérieuse société Catalina se révèle une coquille vide tenue par des voyous (le terme est du ministre de l'intérieur, Nicolas Sarkozy, fin 2006) qui s'emparent de la trésorerie et vendent des biens immobiliers importants à Nouzonville et Paris. L'argent disparaît dans une cascade de holdings, soi-disant pour constituer un groupe de sous-traitance. Différentes alertes sont émises par le commissaire aux comptes et par des experts désignés par le comité d'établissement pour examiner les comptes et la situation économique de l'entreprise. En juillet 2006, le directeur financier de Catalina dépose le bilan en catimini.
Le 19 juillet 2006, alors que son ministre de l'intérieur prépare un déplacement très politique dans les Ardennes, dans le cadre de la préparation des élections présidentielles de l'année suivante, Adolphe Colrat est nommé directeur des affaires politiques, administratives et financières au ministère de l'Outre-mer, à Paris, à compter du 28 août 2006. Un décret le place en position de service détaché. C'est Catherine Delmas-Comolli qui lui succède comme préfet des Ardennes.
Le 14 août 2006, Adolphe Colrat dialogue avec quelques journalistes avant son départ et dresse un bilan de son action. Il lance également quelques pistes pour l'avenir. « Il faut créer une grande communauté Charleville-Sedan », insiste-t-il en particulier, reprenant et actualisant un axe de modernisation, le regroupement des collectivités territoriales, qu'un de ses prédécesseurs, Robert Hayem, avait mis en pratique avec succès. Ce projet, resté au stade de l'idée, a depuis été repris par les maires de Sedan et de Charleville-Mézières qui s'efforcent de la faire aboutir,.
Retour à Paris, et nouveau passage par la case « administration centrale », pour deux ans. Cette affectation constitue également un retour à l'outre-mer.

## Haut-commissaire de la République en Polynésie
Le 7 juillet 2008, Adolphe Colrat devient haut-commissaire de la République en Polynésie française, en remplacement de Anne Boquet,.
La Polynésie française est devenue en 2003 une collectivité d'outre-mer, puis, par l'article premier de la loi organique du 27 février 2004, un pays d'outre-mer. Cette dernière dénomination n'a, d'après la décision du Conseil constitutionnel du 12 février 2004, aucun effet de droit, mais elle change la perception du rapport entre les îliens et la métropole. Anne Boquet puis Adolphe Colrat doivent se placer dans une logique de gouvernance en cogérance avec le pouvoir polynésien. Ceci est d'autant plus complexe que ce territoire est rentré depuis quelques années dans une période d'instabilité politique chronique rendant difficile le fonctionnement des institutions des îles.  Trois hommes se disputent la fonction de président de la Polynésie française, Gaston Flosse, Oscar Temaru et Gaston Tong Sang, et les coups politiques et retournements d'alliances se multiplient. Un des sujets d'affrontement et de polémiques est bien entendu l'indépendance de l'île, le nouveau haussaire (terme familier utilisé en Polynésie pour désigner le haut-commissaire), évitant soigneusement d'entrer dans ce débat, même si ses « chastes oreilles peuvent tout entendre ».
Un autre thème de controverses est un prétendu désengagement de l'État français, que le haut-commissaire réfute. Adolphe Colrat s'emploie d'ailleurs à créer une dynamique plus forte autour d'un contrat de projets signé au palais de l'Élysée par Gaston Tong Sang et son prédécesseur, Anne Boquet, pour résoudre les difficultés de la population sur le logement social, la santé, l'environnement, et la protection face aux catastrophes naturelles,.
La situation sociale est également tendue. En août 2009, un début de grève générale est stoppé en 24 heures, grâce à un protocole d'accord avec l'intersyndicale sur un gel des prix du carburant jusqu'à la fin de l'année, une adaptation de la réglementation en matière de droit du travail avec une nouvelle définition des critères pour les licenciements économiques ainsi qu'un nouveau projet de réforme de la Protection sociale généralisée. Moins d'un an après, en juin 2010, une grève générale éclate cette fois, et, bien que peu suivie, paralyse certains services publics, notamment le trafic aérien,
. Il n'utilise à aucun moment la force et réussit, aux côtés de Gaston Tong Sang, à mettre fin à la grève, au bout de cinq jours et de longues séances de négociation, par la concertation avec l'organisation la plus représentative.
Adolphe Colrat consacre également une part significative de son temps à expliquer et communiquer sur la position du gouvernement français, et sur son action, que ce soit en dialoguant avec les journalistes à l'occasion d'événements divers, en participant à des journaux télévisés, ou en se montrant sur des chantiers concrets telle que la rénovation de la cathédrale de Rikitea, sur l'île de Mangareva. Quelques mois avant son départ, il laisse évoquer ce départ sans le confirmer et participe à une émission de télévision Outre-Mer 1re, où il dresse un bilan de ses deux ans et demi à la tête du haut-commissariat.

## Retour en métropole comme préfet
Le 22 décembre 2010, Adolphe Colrat est nommé préfet de Meurthe-et-Moselle. Il prend ses fonctions le 17 janvier 2011, mais reste en place six mois. Il est en effet très vite appelé à une nouvelle affectation, comme préfet de la Manche.
Le 19 juin 2013, il est nommé préfet des Alpes-Maritimes,. Il reste en fonction jusqu'au 21 novembre 2016 date à laquelle où il rejoint le service de l’inspection générale des finances comme inspecteur général en service extraordinaire,.
Le 9 mai 2019, il est nommé président du conseil d'administration de l'ANDRA.

## Récompenses et distinctions

### Décorations
- Officier de la Légion d'honneur, promu officier le 12 juillet 2013[41]
  -  Chevalier de la Légion d'honneur, le 30 décembre 2000[42]
- Commandeur de l'ordre national du Mérite le 2 mai 2017 (officier du 7 novembre 2007)[43]